# Food art
Food Art или Eat Art — направление в современном искусстве, в рамках которого еда выступает в качестве выразительного средства при создание произведений искусства, является одним из направлений нового реализма. Зародилось в 1960-х годах во Франции. У истоков создания направления стоял швейцарский художник Даниэль Шпёрри, благодаря которому еда вышла из полотна и стала материалом наравне с краской, карандашами или бумагой.
Поскольку пища является скоропортящейся продуктом, Eat Art не подразумевает создание произведений для долгосрочного экспонирования, а существует главным образом путём создания каждый раз новых работ. В создании работ часто использовалась техника ассамбляжа, родственная коллажу, но использующая объёмные детали или целые предметы, скомпонованные на плоскости.

## История
В конце 1950-х годов Даниэль Шпёрри, участник арт-группы «Новый реализм», проживая в Париже, начинает создавать свои «картины-ловушки» (полотна или объекты, в которых «схвачены» элементы реальности), эти работы фиксируют конец трапезы художника. В 1963 году он организует «Эфемерный ресторан», в котором каждый посетитель может создать своё произведение искусства в виде оставшейся после поглощения пищи остатков еды и столовой посуды и приборов. Каждая трапеза в ресторане заканчивается «картиной-ловушкой», а её автор получает сертификат от Шпёрри.
В 1967—1968 годах Шпёрри создал серию из 25 художественных объектов под названием «Гастрономический дневник», процесс создания заключался в организации званных обедов с известными личностями, которые в определённый момент прерывались, после чего стол с остатками еды и посуды превращались в предмет искусства. Столовые приборы и скатерти приклеивались к столовой поверхности, остатки еды подкрашивались и лакировались, затем ножки стола откручивались, и столешница превращалась в полотно, которое поднималось и прибивалось к стене. Таким образом создавался новый вид натюрморта.
В 1968 году в Париже открывается ресторан Spoerri, в котором из еды творят такие художники как Арман, Ники де Сен-Фалль, Доротея Зельц, Жан Тенгели, Ив Кляйн. Блюда заведения, иногда очень экзотические, такие как тушёное мясо питона или стейк из тигра, не являются принципиально инновационными продуктами. Важно, прежде всего, концептуальное художественное вмешательство в предлагаемую еду. Все банкеты и приёмы в ресторане выдержаны в стиле «Нового реализма».
Продолжателем направления стала канадская художница Яна Стрербак, которая в рамках концепции «еда и человечества» скроила платье из протухших кусков мяса, которое презентовала на одной из выставок, работа была названа «Платье из плоти для анорексика-альбиноса».

## Молекулярная кухня
Появление молекулярной кухни в традиционной кулинарии также произвело революцию в кулинарном творчестве. Такие повара как Ферран Адрия или Тьерри Маркс, ближе к художникам и концептуальным дизайнерам, чем к традиционным поварам. Их творческий подход, основанный на молекулярной кулинарии, вызывает деконструкцию и реконструкцию пищи с помощью странных или невероятных вкусовых смесей в соответствии с тем принципами, которые задал Даниэль Споерри в прошлом.